# San Juan de Limay
San Juan de Limay är en kommun (municipio) i Nicaragua med 14 694 invånare (2012). Den ligger i en dalgång i den bergiga västra delen av landet, 44 km väster om Estelí, i departementet Estelí. Kommunen är känd för sina stenskulpturer som säljs i hemslöjds- och konstnärsbutiker över hela landet. Ett antal större stenskulpturer finns utsatta runt om i centralorten.

## Geografi
San Juan de Limay gränsar till kommunerna Pueblo Nuevo och Condega i norr, Estelí i öster, Achuapa i söder, samt Villanueva, San Francisco del Norte och San José de Cusmapa i väster. Kommunens största ort är centralorten San Juan de Limay med 3 668 invånare (2005).

## Historia
Kommunen San Juan de Limay grundades som en pueblo någon gång mellan 1820 och 1838. År 1883 utökades kommunens gränser till att även omfatta Valle del Palmar, 5 kilometer sydväst om centralorten.

## Näringsliv

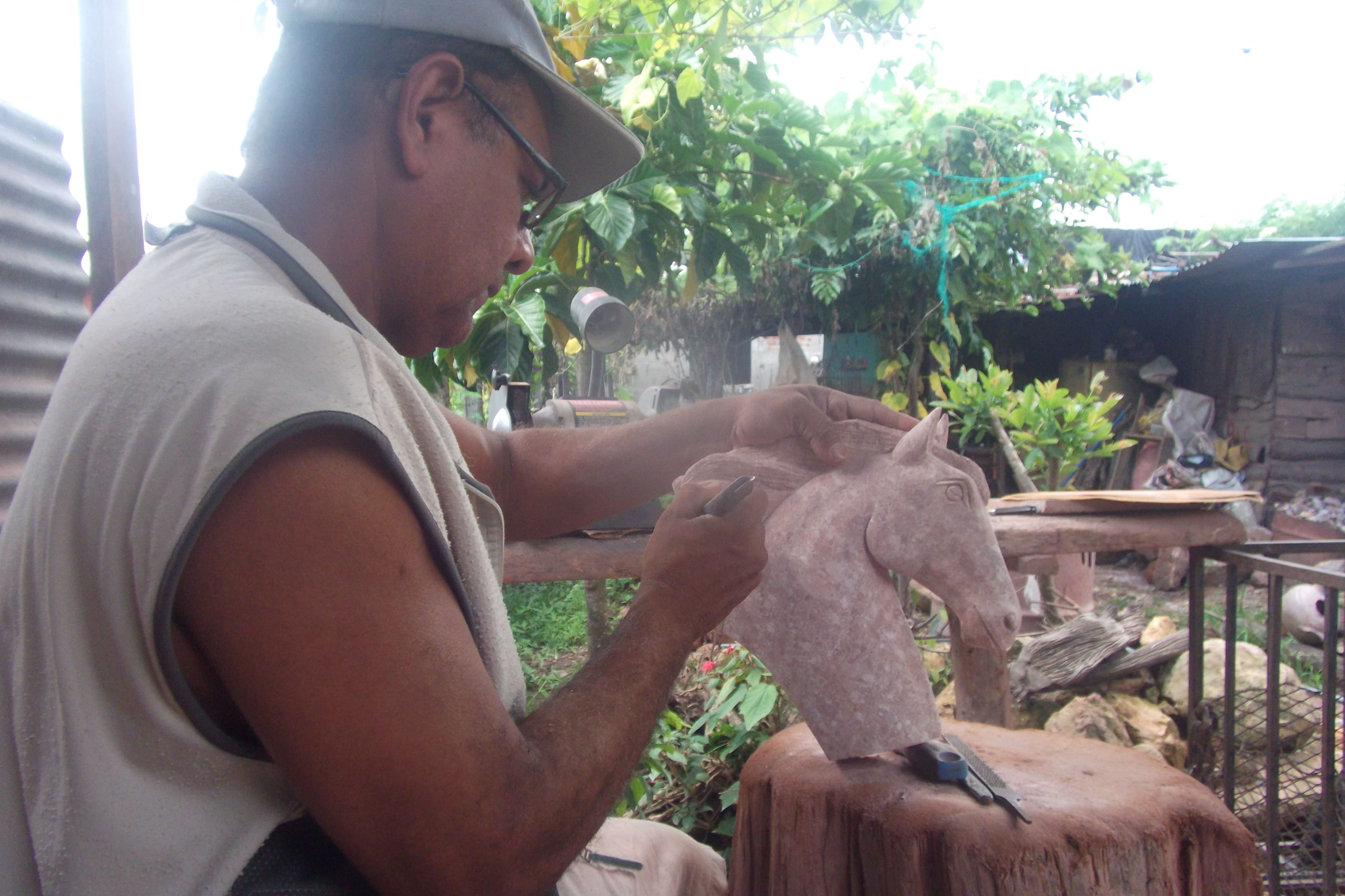
Skulptör i San Juan de Limay

Kommunens huvudnäring är jordbruk. De främsta odlingsväxterna är durra, bönor och majs. Kommunen sysslar också med uppfödning av nötkreatur för både kött och mjölkproduktion.
San Juan de Limay är känt för tillverkning av stenskulpturer i täljsten (marmolina), som säljs över hela landet och i andra delar av Centralamerika. Kommunen har ett sextiotal konstnärer som skapar skulpturer av människor, fåglar, reptiler och andra motiv i olika storlekar, från små bordsstatyetter till stora utomhusskulpturer. Ett av de mest populära motiven är en gordita, en mycket tjock kvinna.

## Bilder från San Juan de Limay
|  |  |  |